# Namensagentur
Eine Namensagentur ist ein Dienstleistungsunternehmen, das für seine Auftraggeber für bestimmte Zwecke Begriffe zu deren Benennung aussucht und vorschlägt. Diese Namen können beispielsweise für eine Modellreihe, eine Unternehmenssparte oder für ein vollständiges Unternehmen stehen.
Dabei muss die Agentur wesentliche Dinge beachten:
- Der Name muss dem Zweck angemessen sein, das heißt, er muss so klingen wie das, was er beschreibt.
- Der Name darf in keiner Sprache, in der der neue Name angewendet wird, Irritationen auslösen. Das kann passieren, wenn ein Name anstößig, lächerlich, obszön oder verletzend verstanden werden kann.
- Der Name darf nicht in einer identischen oder stark ähnlichen Version bereits in der gleichen Produktklasse registriert oder verwendet werden.

Irritationen über falsch ausgesuchte Namen sind keine Seltenheit. Hier einige Beispiele:
- der Name Pajero, eine Geländewagenreihe von Mitsubishi, bedeutet in spanischer Sprache „Wichser“. Daher wurde nachträglich der Modellname für Spanien und Argentinien in Montero verändert.
- der Name „Nova“ eines Mittelklassewagens von Chevrolet bedeutet im Spanischen „geht nicht“.
- beim Toyota-Modell MR2 ist die Aussprache im Französischen ähnlich dem Wort „eh merdeux“ (umgangssprachlich für „he, (du) Rotzlöffel/Scheißer“) beziehungsweise „merde“ (Schimpfwort: Mist, Scheiße).
- der Name Pinto (Kleinwagen von Ford) ist in Teilen Brasiliens u. a. eine verächtliche Bezeichnung für das männliche Geschlechtsteil

Als Beispiel für einen zweckmäßigen Namen kann etwa Actros für eine Lkw-Modellreihe von Mercedes-Benz gelten. Problematisch sind hingegen die Namen Avensis und Aventis, weil durch die starke Ähnlichkeit eine Verwechslungsgefahr besteht. Da der eine Name eine Modellreihe für einen Pkw beschreibt, der andere einen Pharmakonzern, ist eine konkrete Verwechslung sehr unwahrscheinlich. Im ungünstigen Falle sind beide Namen unpassend gewählt, im günstigen Fall zumindest einer.
In der Regel übernimmt die Namensagentur nicht nur das Naming, sondern auch die linguistische und teilweise auch die rechtliche Überprüfung. Deshalb ist es heutzutage in international als auch national agierenden Unternehmen oftmals üblich, eine Namensagentur für derartige Zwecke zu beauftragen, um sowohl sprachliche als auch juristische Komplikationen bereits im Vorfeld zu vermeiden.
Die Namensagentur erstellt in der Kreationsphase üblicherweise Hunderte von Vorschlägen, die meist persönlich ausgesucht, seltener aus Computerprogrammen generiert wird. Aus den Vorschlägen werden dann in mehreren Prozessen Namen selektiert, auf Identität und Ähnlichkeit überprüft und schließlich eine Auswahl dem Kunden präsentiert.